# The Theory of Everything
The Theory of Everything är en brittisk biografisk dramafilm från 2014, regisserad av James Marsh. Filmen utgår från biografin Travelling to Infinity: My Life with Stephen av Jane Hawking, om hennes liv med exmaken, den kände astrofysikern Stephen Hawking, hans diagnos av motorneuronsjukdom, och hans vetenskapliga framgångar.
Huvudrollerna som makarna Hawking spelas av Eddie Redmayne och Felicity Jones. Filmen hade världspremiär vid Toronto International Film Festival den 7 september 2014. I Sverige fick filmen premiär den 30 januari 2015.
Inför Golden Globe-galan 2015 blev filmen nominerad till fyra Golden Globes, bland annat för Bästa film - drama, och tilldelades priserna för Bästa manliga huvudroll samt Bästa musik (Jóhann Jóhannsson). Inför Oscarsgalan 2015 nominerades filmen till fem Oscars, bland annat för Bästa film. Den vann en Oscar för bästa manliga huvudroll till Eddie Redmayne.

## Rollista
- Eddie Redmayne – Stephen Hawking
- Felicity Jones – Jane Wilde Hawking
- Maxine Peake – Elaine Mason
- Charlie Cox – Jonathan Jones
- Emily Watson – Beryl Wilde
- Guy Oliver-Watts – George Wilde
- Simon McBurney – Frank Hawking
- Abigail Cruttenden – Isobel Hawking
- Charlotte Hope – Phillipa Hawking
- Lucy Chappell – Mary Hawking
- David Thewlis – Dennis Sciama
- Christian McKay – Roger Penrose
- Enzo Cilenti – Kip Thorne
- Georg Nikoloff – Isaak Markovich Khalatnikov
- Alice Orr-Ewing – Diana King
- Harry Lloyd – Brian
- Stephen Hawking lånar ut sin digitala röst

## Utmärkelser
| Utmärkelse    | Kategori                          | Mottagare                                                             | Resultat  |
| ------------- | --------------------------------- | --------------------------------------------------------------------- | --------- |
| Oscar         | Bästa manliga huvudroll           | Eddie Redmayne                                                        | Vann      |
| Oscar         | Bästa film                        | Tim Bevan, Eric Fellner, Lisa Bruce och Anthony McCarten              | Nominerad |
| Oscar         | Bästa kvinnliga huvudroll         | Felicity Jones                                                        | Nominerad |
| Oscar         | Bästa manus efter förlaga         | Anthony McCarten                                                      | Nominerad |
| Oscar         | Bästa filmmusik                   | Jóhann Jóhannsson                                                     | Nominerad |
| Golden Globes | Bästa manliga huvudroll - drama   | Eddie Redmayne                                                        | Vann      |
| Golden Globes | Bästa musik                       | Jóhann Jóhannsson                                                     | Vann      |
| Golden Globes | Bästa film - drama                |                                                                       | Nominerad |
| Golden Globes | Bästa kvinnliga huvudroll - drama | Felicity Jones                                                        | Nominerad |
| BAFTA Awards  | Bästa brittiska film              | James Marsh, Tim Bevan, Eric Fellner, Lisa Bruce och Anthony McCarten | Vann      |
| BAFTA Awards  | Bästa manliga huvudroll           | Eddie Redmayne                                                        | Vann      |
| BAFTA Awards  | Bästa manus efter förlaga         | Anthony McCarten                                                      | Vann      |
| BAFTA Awards  | Bästa film                        | Tim Bevan, Eric Fellner, Lisa Bruce och Anthony McCarten              | Nominerad |
| BAFTA Awards  | Bästa regi                        | James Marsh                                                           | Nominerad |
| BAFTA Awards  | Bästa kvinnliga huvudroll         | Felicity Jones                                                        | Nominerad |
| BAFTA Awards  | Bästa musik                       | Jóhann Jóhannsson                                                     | Nominerad |
| BAFTA Awards  | Bästa kostym                      | Steven Noble                                                          | Nominerad |
| BAFTA Awards  | Bästa smink och hår               | Jan Sewell                                                            | Nominerad |
| BAFTA Awards  | Bästa klippning                   | Jinx Godfrey                                                          | Nominerad |